# Rucikî, Lohvîțea
Rucikî (în ucraineană Ручки) este un sat în comuna Bilohorilka din raionul Lohvîțea, regiunea Poltava, Ucraina.

## Demografie
Componența lingvistică a localității Rucikî
     Ucraineană (95,24%)
     Rusă (4,76%)
Conform recensământului din 2001, majoritatea populației localității Rucikî era vorbitoare de ucraineană (95,24%), existând în minoritate și vorbitori de rusă (4,76%).